# Erik Uluots

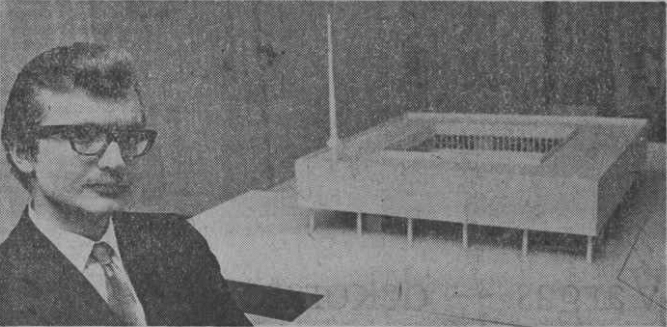
Erik Uluots med modell av Växjö stadsbibliotek.

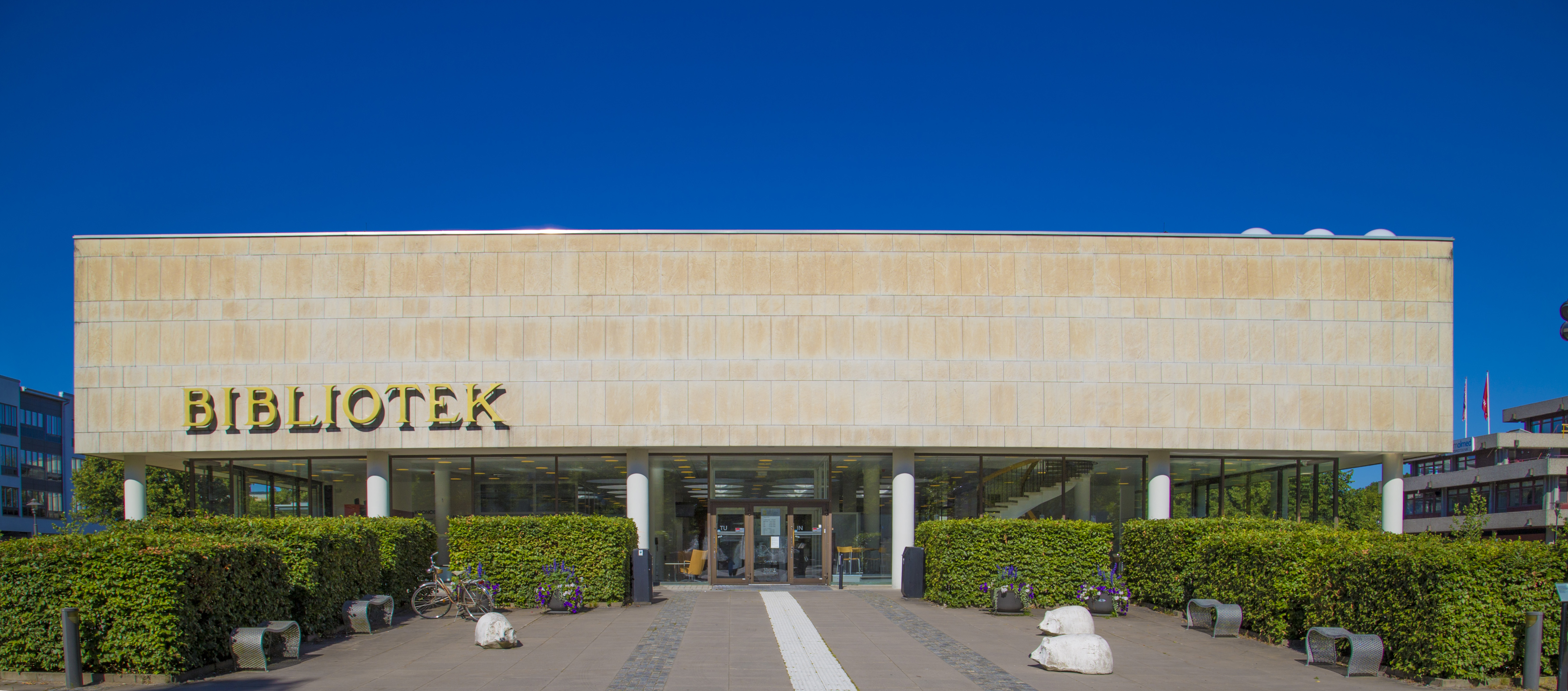
Växjö stadsbibliotek.

Jüri Erik Uluots, född 19 september 1930 i Tartu, död 1 juni 2006 i Stockholm, var en estnisk-svensk arkitekt.
Uluots var son till professor Jüri Uluots och candidatus juris Anette Tobber. Han avlade studentexamen i Stockholm 1950 och utexaminerades från Kungliga Tekniska högskolan 1955. Han bedrev egen arkitektverksamhet från 1954, var assistent i arkitektur vid Kungliga Tekniska högskolan och företog studieresor i Nord- och Västeuropa. Han vann första pris vid arkitekttävling om Växjö stifts- och landsbibliotek 1954 och om Laxå centrum 1959. Tillsammans med Gustaf Hedenlund ritade han Göteborgs nations hus i Uppsala (1960).